# Ambrus Irén
Ambrus Irén (Klopfer Irén) (Budapest, 1904. április 28. – London, 1990. július 22.) magyar énekesnő, színésznő. Alpár Gitta unokatestvére volt.

## Életpályája
A Budapesti Konzervatóriumban tanult. Első fellépése a Fővárosi Operettszínházban volt. 1925-ben felfedezte őt Erik Charell, aki elhívta a berlini Großes Schauspielhaus-ba. Ezt követően a berlini operában és kabaréművészként Rudolf Nelson színházában szerepelt.
1927 és 1933 között több mint 60 felvételt készítettek róla. Öt éves szerződést kötött a Parlophone-val, az Electrola leányvállalatával.
Ezen kívül több filmben is részt vett, és kereskedelmi filmekben is játszott. A nácik hatalomfoglalása brutálisan befejezte a zsidó művész karrierjét Németországban. 1933-ban Nagy-Britanniába emigrált. 1945-ben a Palota Színházban játszott.

## Magánélete
1928-ban Levy lett a párja, a Lindström AG lemezkiadó cégtől, amely elősegítette karrierjét. Férje a londoni Parlophone-nál talált munkát. Férje halála után elfelejtették, és egy idősotthonban hunyt el.

## Filmjei
- Bécs, a dalok városa (1930)
- Lumpok bálja (1930)

## Fordítás
- Ez a szócikk részben vagy egészben  az   Irene Ambrus című francia Wikipédia-szócikk ezen változatának fordításán alapul.  Az eredeti cikk szerkesztőit annak laptörténete sorolja fel. Ez a jelzés csupán a megfogalmazás eredetét és a szerzői jogokat jelzi, nem szolgál a cikkben szereplő információk forrásmegjelöléseként.
- Ez a szócikk részben vagy egészben  az   Irene Ambrus című német Wikipédia-szócikk ezen változatának fordításán alapul.  Az eredeti cikk szerkesztőit annak laptörténete sorolja fel. Ez a jelzés csupán a megfogalmazás eredetét és a szerzői jogokat jelzi, nem szolgál a cikkben szereplő információk forrásmegjelöléseként.